# Романовичи Галицкие
Романовичи Галицкие — княжеский и королевский род, ветвь Рюриковичей, происходящая от Мономаховичей. Основателем рода был Великий князь Волынский и Галицкий и Великий князь Киевский Роман Мстиславич, последним представителем династии Романовичей по мужской линии рода на Руси был Владимир Львович (известный только по польским хроникам). В результате войны за галицко-волынское наследство их владения были разделены между Пястами, Гедиминовичами (в том числе их ветвью Ягеллонами) и Анжуйской династией.

## История
Изяславичи Волынские, представителем старшей линии которых был Роман Мстиславич, породнились с Ростиславичами в 1187 году, когда Феодора Романовна была выдана замуж за внука Ярослава Осмомысла Василька Владимировича, хотя брак просуществовал лишь около года.
Также известно, что киевляне симпатизировали старшей линии потомков Мстислава Великого. Им не удалось превратить Киев в своё родовое владение в ходе междоусобиц середины XII века, но удалось сделать таковым Волынь.
Если во второй половине XII века галицкие князья всегда выступали союзниками либо смоленских князей, либо черниговских, то после вокняжения Романа в Галиче (1199) смоленские князья объединились с черниговскими и половцами против Романа, но тем не менее киевляне и чёрные клобуки привели внезапно пришедшего с войсками Романа на киевское княжение. Роман посадил на киевский престол своего двоюродного брата Ингваря Ярославича, затем захватил овручские владения смоленских князей, но под нажимом Всеволода Большое Гнездо был вынужден признать киевским князем Ростислава Рюриковича.
После внезапной гибели Романа (1205) его сыновья были младенцами и не могли претендовать на реальную власть. Между тем у Романа с Андреем II Венгерским было соглашение о помощи детям друг друга в случае смерти отца. После борьбы с новгород-северскими Игоревичами и галицкими боярами венгры и поляки привели Даниила Романовича к власти на Волыни (1214), откуда Даниил и продолжил завоевание Галича, завершив это дело в 1229-1239 годах и отстояв Галич в 1245 году.
При Данииле в Галицко-Волынском княжестве имели место важные случаи нарушения старого порядка наследования. Удельные центры (Белз, Луцк) брались под контроль великокняжеской властью и передавались князьям уже в качестве подручников или как кормления (Меджибож, Луцк).
В 1254 году Даниил был коронован как король Руси. После смерти Даниила (1264) Волынское, Холмское и др. княжества обладали определённой автономией (волынский князь Владимир Василькович даже титуловался великим), но вновь соединились под властью Юрия Львовича (1301—1313), так же, как и Даниил, бывшего королём Руси.
При невыясненных обстоятельствах сыновья Юрия Лев и Андрей умерли около 1323 года, после чего роль Литвы и Польши в Галицко-Волынском княжестве стала неуклонно расти. В 1340 году династия Романовичей пресеклась.

## Родословная

### Роман Мстиславич — родоначальник Романовичей
Основатель рода —- Роман-Борис Мстиславич происходил из старшей на Руси ветви рода Мономаховичей, был старшим сыном Мстислава Изяславовича и польской княжны Агнешки, дочери польского князя Болеслава III Кривоустого из династии Пястов.
Его дедом был великий князь Киевский (1146—1149, 1150, 1151—1154) Изяслав Мстиславич, женатый на германской принцессе Агнессе фон Штауфен.
Прадед Романа Мстиславича — старший сын Владимира Мономаха и английской принцессы Гиты Уэссекской — Великий князь Киевский (1125—1132) Мстислав Владимирович Великий, который был женат на шведской принцессе Христине Игесдоттер, дочери короля Швеции Инге Стенкильсона из династии Стенкилей.
1. РОМАН МСТИСЛАВИЧ (*1152 † 19.06.1205) — князь новгородский (1168—1170), волынский (1170—1187,1188—1199), галицкий (1188, 1199—1205), первый великий князь галицко-волынский (с 1199), Великий Князь Киевский (1201, 1204). Галицко-волынский летописец титулует его «самодержцем всея Руси» и также называет «(царём) всей Руской земли».
женат первый раз в 1170—1180 гг. на Предславе, дочери Рюрика Ростиславича — князя Новгородского (1170—1171), Овручского (1173—1194), великого князя Киевского (1173, 1181, 1194—1201, 1203—1204, 1205—1206, 1207—1210), Черниговского (1210—1214).
женат второй раз ок. 1197 на женщине по имени Анна. Точное происхождение второй жены Романа Мстиславича неизвестно. Существует несколько версий относительно этого:
- 1) Российский историк А. Майоров доказал, что Анна была Анной Марией Ангел, дочерью византийского императора Исаака II Ангела и его первой жены Ирины,[5] тогда вторая жена Исаака II Ангела — Маргарита Венгерская, сестра венгерского короля Андраша II приходилась ей мачехой.
- 2) Н. И. Костомаров называет её названой сестрой венгерского короля Андраша II[6]
- 3) Украинский исследователь Н. Ф. Котляр делает предположение, что Анна приходилась родственницей (возможно, сестрой) одному из «великих» волынских бояр, Мирославу[7].

Роман погиб в битве у Завихоста.

### 2-е поколение
1.1 ФЕОДОРА РОМАНОВНА († после 1200) — выдана за Василька, внука Ярослава Осмомысла.
2.1 ЕЛЕНА РОМАНОВНА († после 1241) — выдана за черниговского князя Михайла Всеволодовича ок. 1188—1190 гг.
3.1 ДАНИИЛ РОМАНОВИЧ (* 1201 † 1264) — князь Галицкий (1205—1206, 1211—1212, 1229—1231, 1233—1235, 1238—1264), Волынский (1215—1231), великий князь Киевский (1240), 1-й король Руси (1254—1264).
женат первый раз в 1219 г. на Анне, дочери Мстислава Удатного († до 1252 р.)
женат второй раз до 1252 г. на дочери литовского князя Довспрунка, сестре Товтивила, племяннице Миндовга.
4.1 ВАСИЛЬКО РОМАНОВИЧ (* ок.1204 † 1269) — соправитель Даниила, — князь Белзский 1207—1211, Берестейский 1208—1210, 1219—1228, Перемильский 1209—1218, Пересопницкий 1225—1229, луцкий 1229—1238, Волынский (1231—1269), сын Романа Мстиславича, князя Галицко-Волынского и великого князя Киевского, и его второй жены Анны.
женат первый раз на дочери владимиро-суздальского князя Юрия Всеволодовича в 1226 г. (Первая жена никак не могла быть в третьей степени родства с Васильком Романовичем (булла Папы Иннокентия IV от 5.12.1247 г. узаконивает именно такой брак), что исключает её тождество с Дубравкой, названной в этом документе.
женат второй раз на дочери мазовецкого князя Конрада Казимировича из династии Пястов.
женат третий раз на Елене, дочь краковского князя Лешка Белого из династии Пястов († 1265 г.).
5.1 САЛОМЕЯ-ЕВФРОСИНИЯ РОМАНОВНА была выдана за гданьского князя Святоплука.

### 3-е поколение
1.3.1 ИРАКЛИЙ ДАНИЛОВИЧ (* около 1223 † до 1240)
2.3.1 ЛЕВ ДАНИЛОВИЧ (* ок.1228 † ок.1301) — князь Галицко-Волынский (до 1269 — вместе с братом Шварном), в иностранных источниках дважды назван «королём Галицким».
женат в 1250—1251 гг. на Констанции, дочери венгерского короля Белы IV из династии Арпад.
3.3.1 ПЕРЕЯСЛАВА ДАНИЛОВНА († 12.04.1283) ок. 1248 г. была выдана за мазовецкого князя Земовита I.
4.3.1 УСТИНИЯ ДАНИЛОВНА в 1250 г. выдана за владимиро-суздальского князя Андрея Ярославовича из династии суздальских Юрьевичей.
5.3.1 СОФЬЯ ДАНИЛОВНА в 1259 г. выдана за графа Генриха V Бланкенбург-Шварцбурга
6.3.1 РОМАН ДАНИЛОВИЧ (* ок.1230 † ок.1261) — князь слонимский, луцкий (до 1254), князь новогрудский (1254—1258). Сын галицкого короля Даниила Романовича.
женат первый раз 27.06.1252 г. на Гертруде Бабенберг, племяннице последнего австрийского герцога с династии Бабенбергов Фридриха II
женат второй раз ок. 1255 г. на Елене, дочери волковинского князя Глеба.
7.3.1 МСТИСЛАВ ДАНИЛОВИЧ († после 1292) — князь Луцкий (1264—после 1292), Волынский (1288—после 1292). Сын Даниила Галицкого.
женат ок. 1253 г. на дочери половецкого хана Тейгака.
8.3.1 ШВАРН ДАНИЛОВИЧ († 1269) — князь Холмский (1264—1269), соправитель своего старшего брата Льва, четвёртый великий князь литовский (1267/1268—1269). Сын Даниила Романовича Галицкого.
женат в 1255 г. на дочери великого князя литовского Миндовга, сестре Войшелка.
9.3.1 NN ДАНИЛОВИЧ († ок.1253) (умер младенцем)
10.3.1 NN ДАНИЛОВНА († ок.1253) (умерла младенцем)
1.4.1 ВЛАДИМИР-ИВАН ВАСИЛЬКОВИЧ († 10.12.1288) — сын Василька Романовича, князь Волынский.
женат в 1263 г. на Елене, дочери брянского князя Романа Михайловича из династии Рюриковичей (Ольговичей).
2.4.1 ОЛЬГА ВАСИЛЬКОВНА (* после 1247 † после 1288) выдана за черниговского князя Андрея Всеволодовича из династии Ольговичей.
2.4.2. ЮРИЙ ВАСИЛЬКОВИЧ

### 4-е поколение

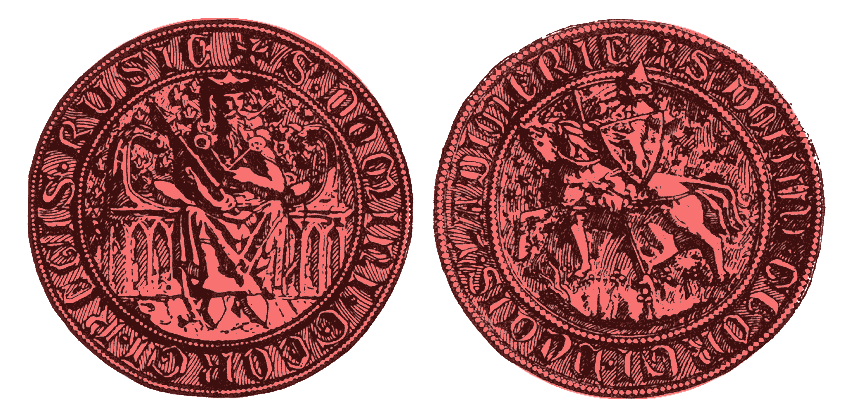
Печать Юрия (Георгия) Львовича. Надпись: «S[igillum] Domini Georgi Regis Rusie» — «Печать государя Георгия, короля Руси». На оборотной стороне: «S[igillum] Domini Georgi Ducis Ladimerie» — «Печать государя Георгия, князя Владимирского»

1.2.3.1 ЮРИЙ ЛЬВОВИЧ (* 24.04.1252 (1257 ?) † 24.04.1308) — князь Белзкий (1269—1301), князь Галицко-Волынский (с 1301), король Руси (с 1305), сын Льва Даниловича Галицкого и Констанции, дочери венгерского короля Белы Арпада.
женат первый раз в 1282 г., на дочери великого тверского князя Ярослава Ярославича.
женат второй раз в 1287 г. на Евфимии, дочери куявского князя из династии Пястов.
2.2.3.1 СВЯТОСЛАВА ЛЬВОВНА († 1302) — умерла в монастыре.
3.2.3.1 АНАСТАСИЯ ЛЬВОВНА († 12.03.1335) выдана за князя Земовита Добжинского († 1306 р.) из династии Пястов. При своих сыновьях Лешку (1302—1316), Владиславу (1303—1352/1357), Казимире (1304—1316) и Болеславу (1305—1326/1329) была регентшей. Владислав в 1323 г. был претендентом на наследие дома Романовичей.
1.6.3.1 МАРИЯ РОМАНОВНА (* 1253/54 † ?) дочь Романа Даниловича от первого брака с Гертрудой австрийской. Выдана за загребского бана Стефана IV.
2.6.3.1 ВАСИЛЬКО СЛОНИМСКИЙ, сын Романа Даниловича (* 1256/60 † нач. XIV ст.) от него выводят свою родословную князья ОСТРОЖСКИЕ и ЗАСЛАВСКИЕ.
3.6.3.1 МАРИЯ РОМАНОВНА дочь Романа Даниловича от Елены Глебовны, вышла за туровского князя Ярослава Юрьевича.
1.7.3.1 ДАНИИЛ МСТИСЛАВИЧ († после 1280), умер, не оставив наследников.
1.1.4.1 ИЗЯСЛАВА, дочь ВЛАДИМИРА-ИВАНА ВАСИЛЬКОВИЧА († после 1288).

### 5-е поколение
1.1.2.3.1 МИХАИЛ ЮРЬЕВИЧ (* 1283 † 1286).
2.1.2.3.1 АНДРЕЙ ЮРЬЕВИЧ († до 25.05.1323) — князь Волынский. Правил с 1308 по 1323 год (по другим данным, с 1316). Сын Юрия Львовича (1252—1308). После смерти отца правил вместе с братом Львом Юрьевичем, но их княжеские престолы находились в разных городах. Андрей княжил во Владимире-Волынском, а Лев — в Галиче.
3.1.2.3.1 ЛЕВ ЮРЬЕВИЧ († до 25.05.1323) — князь Луцкий, Галицкий (с 1308 года). Сын Юрия Львовича. Князь, как подписывался он на грамотах, «всей Русской земли, Галицкой и Волынской».
женат первый раз — ?
женат второй раз на сестре глоговских князей Генриха II и Яна.
4.1.2.3.1 МАРИЯ ЮРЬЕВНА (* до 1293 † 11.01.1341) около 1301 г. выдана за сохачевско-черского князя Тройдена Болеславовича († 13.03.1341 г.) из династии Пястов. Их сын Болеслав-Юрий стал наследником престола в 1323 г.

### 6-е поколение
1.3.1.2.3.1 ЕВФИМИЯ (БУША или АННА-БУЧЕ ?) ЛЬВОВНА († до 1349) ок. 1321/23 гг. выдана за Любарта-Дмитрия Гедиминовича († 1384р.). Любарт женился второй раз на Ольге-Агафье Ростовской, дочери ростовского князя Константина Васильевича, их сын Фёдор Любартович, или Фёдор Дмитриевич (1351 — 1 июня 1431), — великий князь волынский (1383—1390), предпоследний независимый Галицко-Волынский правитель до полного завоевания земель и их раздела. В 1431 году Свидригайло великий князь княжества Русского (Волынский) (1434—1452).
2.3.1.2.3.1 ВЛАДИМИР ЛЬВОВИЧ († 1340) — князь Галицкий и последний король Руси по прямой мужской линии рода (известен только по польским хроникам).
1.4.1.2.3.1 БОЛЕСЛАВ-ЮРИЙ ТРОЙДЕНОВИЧ († 1340) — князь «Галицкий и Волынский» и «король Руси», или «дедыч королевства Руси». Сын Марии Юрьевны и сохачевско-черского князя Тройдена Болеславича из династии Пястов.
женился в 1331 г. на Офко-Евфимии, дочери великого князя Литовского Гедимина († 5.02.1342).
1.?.?.?.?.1 ДМИТРИЙ ? († после 1368) вместе с Хаджибеем и Кутлубугом потерпел поражение в битве на Синих водах в 1362 р. не исключено что был потомком Романовичей который осел на Подолье и был в зависимости от ордынских царей.